# 千葉県立下総高等学校
千葉県立下総高等学校（ちばけんりつ しもふさこうとうがっこう）は、千葉県成田市名古屋にある公立高等学校。

## 沿革
- 1900年（明治33年） - 小御門村立小御門農学校創立。
- 1919年（大正8年） - 香取郡立小御門農学校に改称。
- 1923年（昭和12年） - 千葉県立小御門農学校に改称。
- 1948年（昭和23年） - 千葉県立小御門農業高等学校に改称。
- 1950年（昭和25年） - 千葉県立佐原第一高等学校と統合。千葉県立佐原第一高等学校小御門校舎に改称。
- 1956年（昭和31年） - 佐原第一高等学校より分離独立。千葉県立下総農業高等学校に改称。
- 1994年（平成6年） - 千葉県立下総高等学校に改称。全国初の航空車両整備科を新設[1]。
- 2000年（平成12年） - 創立100周年を迎えた。

## 概要
創立100年以上の歴史を持つ学校で、また県内唯一の専門総合高校であり、将来の人材育成として専門教科に力を入れている。グランドや野球場を含め東京ドームの約5倍という広大な敷地面積を有している。校舎裏には「志耕寮」という寮がある。原則として園芸科生徒が1年次に前期・後期に分かれ半年間入寮することが義務付けられている。寮には他の学科の生徒も入寮、生活することができる。

## 学科
- 園芸科（旧：生産技術科）

野菜・草花・果樹の栽培、家畜の飼育、食品製造の知識・技術を主に学習する。
- 自動車科（旧：航空車両整備科）

自動車工学・自動車整備を中心に、機械・電気・コンピュータなどについて学習し、卒業後に受ける3級自動車整備士国家資格を目指す。
工業系の実習においては、少人数の班に分かれて学習し経験を積むことで一人一人が広分野に通じるプロフェッショナルになることを目的としている。
技能･特別教育講習会で試験を受け、合格することで様々な資格を得ることができる。
- 情報処理科（旧：情報ビジネス科）

産業社会の国際化・情報化に対応できる人材を育成するとともに、簿記・ワード・コンピュータの利用技術などの資格取得に向けて学習し、ビジネスに必要な基礎的な知識と技術を修得する。また、興味・関心、進路希望に基づき、会計コースと情報コースに分かれ、それぞれの専門性の深化と上位資格の取得を目指す。
2018年（平成30年）度の入学生より、学科名が変更された。それまでは上記括弧内に記載の学科名であった。

## アクセス
- JR成田線滑河駅より徒歩35分

## 部活動
運動部
- 陸上
- 卓球
- ソフトテニス
- バスケットボール
- バドミントン
- 野球
- サッカー
- バレーボール
- 柔道
- 剣道

文化部
- 情報処理
- 写真
- 演劇
- 茶道
- ブラスバンド
- 果樹
- 草花
- 野菜
- 畜産
- 自然愛好
- アニメ研究会
- 軽音楽
- 自動車(エコカーレース、優勝常連)

## 制服
制服は、2009年（平成21年）度入学生より新しい制服へと替わった。
これまで、学校行事（入学式や卒業式）の際のみ付ける必要があったネクタイは義務化された。

## 著名な出身者
- 黒田真治（元プロ野球選手）